# Bordes d'Envall
Les Bordes d'Envall és una antiga caseria de bordes de l'antic terme de la Pobleta de Bellveí, de l'actual de la Torre de Cabdella, al Pallars Jussà.
Situades a 1 km al nord del poble del qual depenien, Envall, són actualment abandonades i en ruïnes. S'hi conserven les restes de la borda d'Alberto, de la de Capverd, un xic més al nord-est, de la de Senterada, un parell de bordes més al sud-oest, més allunyada al sud la de Miquel i, més separada cap al nord, de la de Mosquera.